# Elia Interguglielmi
Elia Interguglielmi, né en 1746 à Naples et mort le 16 mai 1835 à Palerme, est un peintre italien.

## Biographie
Peintre, figuriste et décorateur très actif en Sicile, représentant du baroque tardif et du néoclassicisme, il décore, sous la direction de Gaspare Fumagalli, plusieurs pièces du Palazzo Valguarnera-Gangi. À Naples, il est documenté pour la première fois en 1762 comme assistant de Giuseppe Bonito et Antonio Dominici.
En 1767, il se rend à Palerme, où il peint des scènes inspirées de la vie de Sainte Anne dans l'église de Sant'Anna la Misericordia, œuvres influencées par le style du peintre Vito D'Anna. Les fresques de 1782 représentant des épisodes de la vie de la Vierge Marie dans l'église de Santa Maria degli Agonizzanti mettent en évidence son approche de l'art napolitain, influencée notamment par Luca Giordano et Francesco Solimena. Entre 1780 et 1810, il décore de fresques de nombreux palais et villas de Palerme et des environs, devenant ainsi l'un des principaux peintres de la transition du baroque tardif au classicisme.
Ses œuvres ultérieures reflètent les découvertes archéologiques de Pompéi et d'Herculanum, un style universellement défini comme pompéien.